# Krayzie Bone
Krayzie Bone, nome artístico de Anthony Henderson, (Cleveland, Ohio, 17 de junho de 1973), é um rapper americano. Ele é membro do grupo de rap Bone Thugs-n-Harmony. Em 2006 participou da canção "Ridin'" do rapper Chamillionaire.

## Personal life
Henderson vem de uma família de quatro gerações de Testemunhas de Jeová, e como tal não celebra o Natal. Ele acredita que muitos rappers estão seguindo involuntariamente a agenda dos iluminatis.

## Discografia

### Álbuns
- 1999 - Thug Mentality 1999
- 2001 - Thug on da Line
- 2005 - Gemini: Good vs. Evil
- 2008 - Chasing the Devil

### Álbuns da internet
- 2003 - The Legends Underground (Part 1)
- 2005 - Too Raw for Retail

### Mixtapes
- 2006 - Streets Most Wanted
- 2007 - The Fixtape Vol. 1: Smoke On This

## Singles

### Solo
| Ano  | Título                            | Posições nas paradas | Posições nas paradas | Posições nas paradas | Posições nas paradas | Álbum                 |
| Ano  | Título                            | U.S. Hot 100         | U.S. R&B/Hip-Hop     | U.S. Rap             | Rhythmic Top 40      | Álbum                 |
| ---- | --------------------------------- | -------------------- | -------------------- | -------------------- | -------------------- | --------------------- |
| 1999 | "Thug Mentality"                  | -                    | #47                  | -                    | #28                  | Thug Mentality 1999   |
| 1999 | "Paper"                           | -                    | -                    | -                    | -                    | Thug Mentality 1999   |
| 2001 | "Hard Time Hustlin'" (feat. Sade) | -                    | -                    | -                    | -                    | Thug on da Line       |
| 2005 | "Get'chu Twisted"                 | -                    | -                    | -                    | -                    | Gemini: Good vs. Evil |

### Participações em singles
| Ano  | Título                                                              | Posições nas paradas | Posições nas paradas | Posições nas paradas | Posições nas paradas | Álbum                               |
| Ano  | Título                                                              | U.S. Hot 100         | U.S. R&B/Hip-Hop     | U.S. Rap             | Rhythmic Top 40      | Álbum                               |
| ---- | ------------------------------------------------------------------- | -------------------- | -------------------- | -------------------- | -------------------- | ----------------------------------- |
| 2000 | "Until We Rich" (feat. Ice Cube)                                    | -                    | #50                  | -                    | #21                  | War & Peace Vol. 2 (The Peace Disc) |
| 2002 | "I Don't Give A..." (feat. Lil Jon & Mystikal)                      | -                    | #50                  | -                    | -                    | Kings of Crunk                      |
| 2006 | "Spit Your Game" (feat. The Notorious B.I.G., Twista & 8Ball & MJG) | -                    | #68                  | -                    | -                    | Duets: The Final Chapter            |
| 2006 | "Ridin'" (feat. Chamillionaire)                                     | #1                   | #7                   | #2                   | #1                   | The Sound of Revenge                |
| 2006 | "Untouchable (Swiss Beat Remix)" (feat. 2Pac)                       | -                    | -                    | -                    | -                    | Pac's Life                          |
| 2007 | "The Bill Collecta" (feat. Chamillionaire)                          | -                    | -                    | -                    | -                    | Ultimate Victory                    |

### Aparecendo como convidado
| Ano  | Música                          | Artista(s)                                |
| ---- | ------------------------------- | ----------------------------------------- |
| 1996 | "Let's All Get High"            | Da Brat                                   |
| 1998 | "Good Times"                    | Fat Joe & Layzie Bone                     |
| 1998 | "Don't Hate On Me"              | Jermaine Dupri & Da Brat                  |
| 1999 | "I Still Believe Remix"         | Mariah Carey & Da Brat                    |
| 1999 | "Up There"                      | Project Pat                               |
| 1999 | "Thugs & Hustlers"              | Naughty by Nature & Mag                   |
| 2000 | "Until We Rich"                 | Ice Cube                                  |
| 2002 | "I Don't Give a Fuck"           | Lil Jon & Mystikal                        |
| 2002 | "Somebody's Gotta Die"          | Coolio                                    |
| 2004 | "The World Has Too Many Freaks" | Play-N-Skillz & Adina Howard              |
| 2005 | "Don't Forget About Us Remix"   | Mariah Carey, Layzie Bone & Juelz Santana |
| 2005 | "Ridin"                         | Chamillionaire                            |
| 2005 | "Spit Your Game"                | The Notorious B.I.G. & Twista             |
| 2006 | "Spit Your Game Remix"          | The Notorious B.I.G., Twista, 8Ball & MJG |
| 2006 | "Destroy You"                   | DJ Khaled & Twista                        |
| 2006 | "Never Let You Down"            | Frankie J & Layzie Bone                   |
| 2006 | "Untouchable"                   | 2Pac                                      |
| 2007 | "The Bill Collecta"             | Chamillionaire                            |

## Prêmios

### Grammy Award
- 1997 - "Melhor Performance de Rap por Duo ou Grupo" (Tha Crossroads)
- 2007 - "Melhor Performance de Rap por Duo ou Grupo" (Ridin')

### MTV Video Music Award
- 2006 - "Melhor Vídeo de Rap" (Ridin')

### American Music Award
- 1998 - "Artista Favorito de Rap/Hip-Hop"
- 2007 - "Melhor Duo ou Grupo de Rap/Hip-Hop"